# دولوكاريس
دولوكاريس هي جنس من أجناس رتبة ثيلاكوسيفلون (كيسيات الرأس) التي عاشت في العصر الجوراسي. عثر على أحافيرها في فرنسا، وتحديداً في مرسب لا فوتي سيرون. تتميز الدولوكاريس بعيونها المركبة الضخمة، مما يمنحها مظهرًا مميزًا إلى حد ما. نوع واحد معروف منها حاليا، وهو D. ingens .

## الوصف
يبلغ قياس عينات دولوكاريس حوالي 20 سنتيمتر (7.9 بوصة) طولاً. لديها صف من الزوائد الصغيرة للمساعدة في السباحة، بالإضافة إلى ثلاثة أزواج من الأرجل المجزأة ذات المخالب،  ربما كانت ضعيفة من ناحية السباحة، ولذلك ربما أعتمد على أسلوب الصيد بالمباغته لاصطياد الفرائس. تتميز بأن لديها عيون مركبة كبيرة حفظت جيداً من الناحية الأحفورية، وخلايا المفردة لشبكية عيونها حفظت أحفوريا بشكل جيد، وهذه العيون ربما ساعدتها في اصطياد الفرائس.

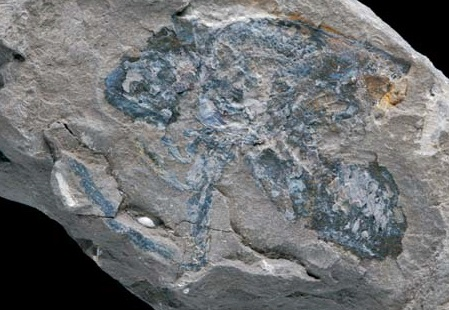
العينة الأحفورية